# Reza Deghati
Pour les articles homonymes, voir Reza.
Reza Deghati, né le 26 juillet 1952 à Tabriz, est un photojournaliste franco-iranien. Son nom d’auteur est Reza (en persan : رضا).
Exilé en France depuis 1981, il a dû quitter son pays natal deux ans après la Révolution islamique, en raison de la publication dans la presse internationale de photographies déplaisant au gouvernement iranien.

## Biographie
Reza naît le 26 juillet 1952 à Tabriz.  
Il prend sa première photographie à 14 ans et publie deux ans plus tard, au lycée, le journal Parvaz (l’envol). Jeune étudiant en architecture, il affiche clandestinement ses photographies sur les grilles de l’université de Téhéran. Pour son militantisme artistique, il est arrêté à 22 ans, emprisonné pendant trois ans et torturé pendant cinq mois.
En 1979, il quitte l’architecture pour devenir photojournaliste et couvre avec son frère Manoocher Deghati la Révolution Iranienne pour l’agence Sipa Press et le magazine Newsweek. Il est définitivement contraint à l’exil en 1981 pour ses photographies publiées dans la presse internationale. Il s’installe en France à Paris. Depuis près de quarante ans, Reza parcourt divers pays pour les médias internationaux. Ses photographies montrent le chaos de la guerre de ses ravages et du désarroi des êtres humains pris dans la tourmente.
L’année 1991 marque le début pour Reza d’une longue et étroite collaboration avec National Geographic. Ses photographies ont fait l’objet de 25 couvertures du magazine.
L’année suivante, Reza co-fonde à Paris, avec son épouse Rachel Deghati écrivain, un studio autour de l’image et des mots : l’agence Webistan.

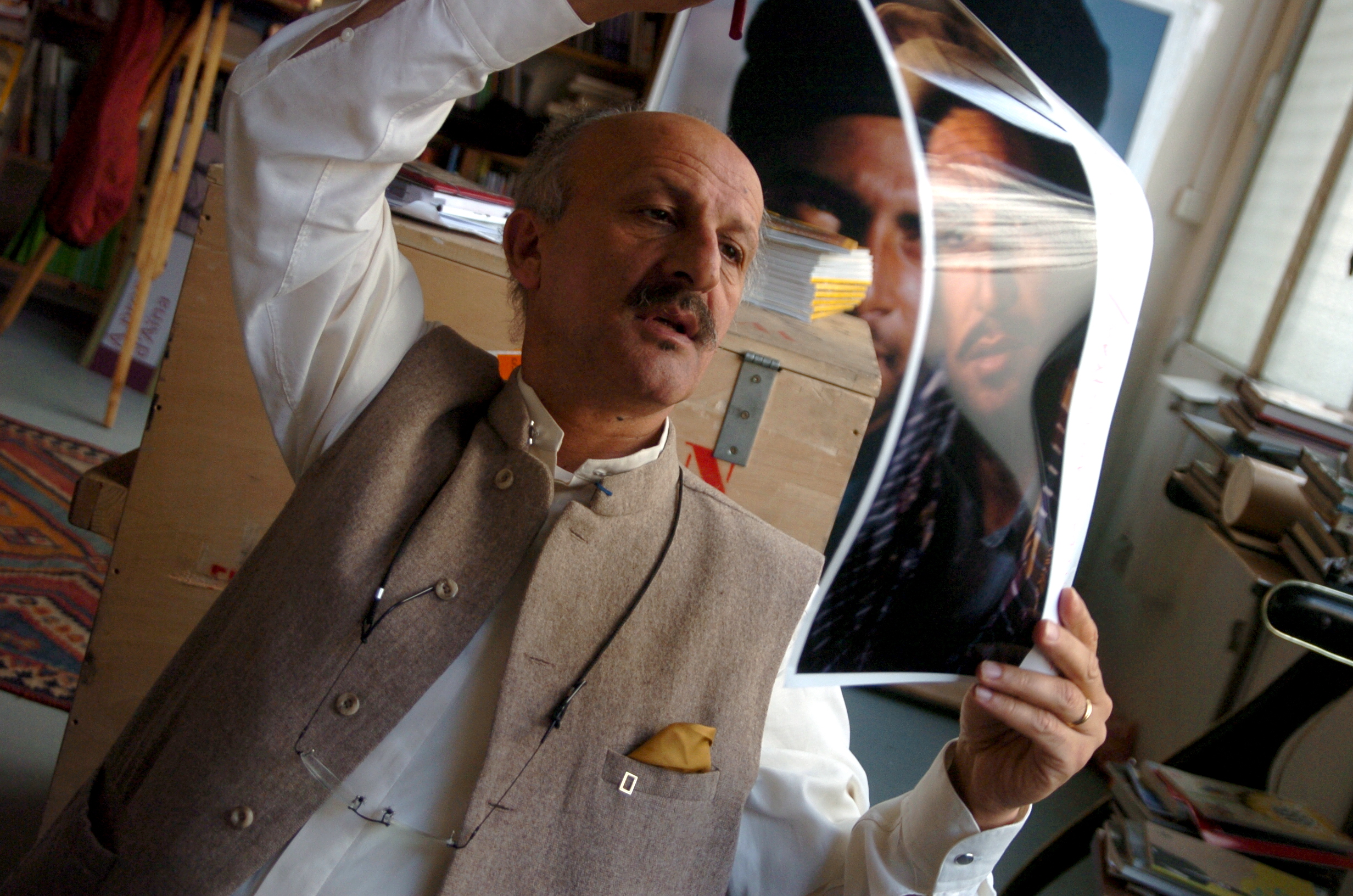
Reza dans son atelier parisien, le 13 octobre 2008.

Publications dans la presse, web documentaires, expositions, installations dans l’espace public, documentaires réalisés par lui ou sur son travail, livres, conférences sont autant de moyens complémentaires de parler d’un sujet dont il est le témoin. Depuis sa création, son agence participe à différents projets en France et à l’international,.
Plusieurs films sur le travail de Reza ont été produits par National Geographic Television, notamment Frontline Diaries qui a remporté un Emmy Award en 2002. En 2003, Reza a été directeur de la création du documentaire le plus regardé de National Geographic, Inside Mecca,. Dans le cadre de sa série « Exceptional Journeys » National Geographic a publié un documentaire sur la carrière de Reza en tant que photojournaliste, avec des reportages sur son travail humanitaire.
Dès 2011, Reza et l'artiste Plantu collaborent sur une rétrospective en lien avec les actualités des 50 dernières années, avec un ouvrage publié en 2021 et des expositions dès 2023 dans différents pays européens.

### Engagement
Son rôle de correspondant de guerre a poussé Reza à s’engager depuis 1983.
En 1990, il interrompt sa carrière de photo-reporter et devient pendant neuf mois consultant auprès de l’Organisation des Nations unies en Afghanistan dans un programme de reconstruction et d’aide à la population dans les provinces du nord du pays. Il reprend ses appareils photographiques pour commencer à travailler pour National Geographic Magazine mais poursuit des actions engagées sur la base du volontariat. En 1996 au Rwanda, il exerce aux côtés de l’UNICEF et du CICR afin de poursuivre une opération de phototracing  initiée par ces deux organisations permettant aux parents de retrouver leurs enfants perdus lors de l’exode massifs du Rwanda vers les camps de réfugiés de République démocratique du Congo : 12 000 portraits d’enfants sont affichés dans les camps de populations déplacées.
En 1998, Reza s’implique dans la construction d’une école pour les enfants réfugiés à Bakou, en Azerbaïdjan.
Il fonde en 2001 l’ONG internationale Aina qui ouvre un premier centre à Kaboul en Afghanistan. L’association se donne pour objectifs de former aux techniques des médias et de la communication la population afghanes et principalement les jeunes et les femmes. En 2009, après avoir formé 1 000 afghans, dont Massoud Hossaini a été récompensé de Prix Pulitzer en 2012, l’association devient complètement indépendante et pilotée par les Afghans Reza poursuit ses travaux auprès des (banlieues italiennes et françaises, camps de réfugiés au Kurdistan irakien, favelas à Buenos Aires, centre pour les jeunes déplacés à Bamako, etc.) et il fonde l’association les Ateliers Reza,. Victimes passives, elles deviennent des témoins visuels et donc des acteurs de leur destin. Son travail humanitaire et son photojournalisme ont été reconnus par des institutions internationales et des universités, notamment l’université George-Washington, l’université de Stanford, l’université de Pékin et la Sorbonne à Paris.
Il passe une grande partie de son temps comme conférencier, formateur et professeur invité, donnant des présentations et organisant des ateliers sur des questions mondiales. Son travail humanitaire et son œuvre de photojournaliste ont été reconnus par des institutions internationales et des universités, notamment l’université George-Washington à Washington, l’université Stanford, l’université de Pékin et la Sorbonne à Paris.
Il a également participé à des projets documentaires pour le site de photographie française 24h.com (en). Les photographies de Reza ont été exposées dans le monde entier. War + Peace (2009), une exposition présentant trente ans d’aventures photojournalistes de Reza, s’est tenue au Mémorial de Caen en Normandie. One World, One Tribe (2006), a été la première exposition extérieure du National Geographic Museum à Washington, et l’exposition de Reza à Paris a attiré un million de visiteurs.
Au cours des trois dernières décennies, les photographies de Reza ont fait la couverture du magazine National Geographic, et d’autres sont parues dans des publications internationales. Il est également l’auteur de dix-sept livres, dont War + Peace, le premier d’une série intitulée Masters of Photography par National Geographic, et plus récemment, Sindhbad, adaptation de Reza des sept voyages de ce personnage mystique du conte classique, A mille et une nuit. Chemins parallèles est l’histoire de la découverte, racontée par trois personnes, d’une promesse faite par Reza à son fils, Delazad. En 1996, Reza a remporté le prix Hope pour sa contribution à un projet conjoint avec l’UNICEF au Rwanda intitulé Lost Children’s Portraits. En 2005, il a été nommé chevalier de l’ordre national du Mérite, la plus haute distinction civile de France, pour son travail philanthropique dans les domaines de l’éducation des enfants et de l’autonomisation des femmes dans les médias. En 2006, le prince héritier espagnol Felipe lui a remis la médaille humanitaire Prince of Asturias au nom de National Geographic. La même année, Reza a reçu la Médaille d’Honneur de l’université du Missouri - l’école journalisme de Columbia" en reconnaissance de ses contributions permanentes, par le photojournalisme, à la justice et à la dignité des citoyens du monde." Il a également reçu un prix reconnaissant son travail humanitaire de l’université de Chicago.
En mai 2008, Reza est devenu membre senior de la Fondation Ashoka et en mai 2009, il a reçu le titre honorifique de Docteur Honoris Causa de American University of Paris (AUP) pour ses réalisations dans En octobre 2009, il a reçu le prix Lucie de Réalisation documentaire de la Fondation Lucie de New York  et en mai 2010, à New York, le Prix Infinity de l’ICP (International Center of Photography) à l’honneur de Reza pour son dernier reportage sur l’Afghanistan « Il était une fois l’Empire russe », dans la catégorie Photojournalisme.

### Polémique
En 2015 lors de son l'exposition Azerbaïdjan, terre de tolérance à la maire du 1er arrondissement de Paris, financée par l’ambassade de la République d’Azerbaïdjan en France et de la fondation Heydar Aliyev, son soutien au régime azerbaïdjanais est dénoncé, .

### Distinctions
- Chevalier de l'ordre national du Mérite

## Expositions

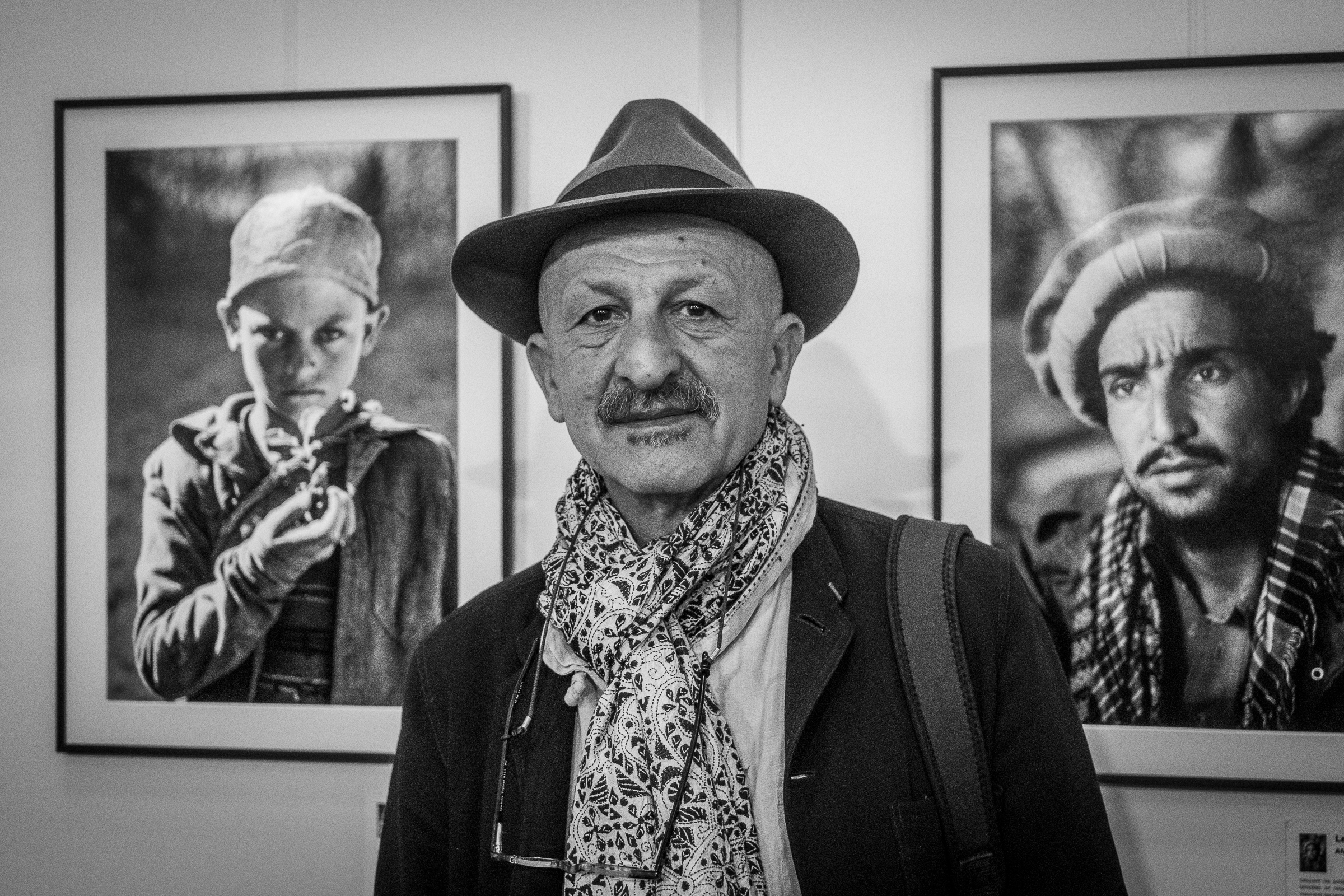
Reza lors du Salon de Photographie de Strasbourg en 2022.

Les photographies de Reza ont été exposées dans les principales villes du monde.
En 1998, il installe pour la première fois dans l’espace public, au Carrousel du Louvre, une exposition, Mémoires d’exil. C’est le début d’une longue série d’installations en dehors des musées. Ainsi, par exemple, Destins Croisés, sur les grilles du jardin du Luxembourg à Paris en 2003 ; One World, One Tribe, première exposition extérieure du National Geographic Museum à Washington en 2006 ; War + Peace, en 2009 au mémorial de Caen en Normandie et en 2011, sur les bords de la Garonne à Toulouse.
On recense près de 450 expositions photographiques en France et à l’étranger, dont des installations sur la Corniche à Doha (Qatar), dans des villes de Corse, à Kew Gardens à Londres, au siège des Nations unies à New York, au Parlement à Bruxelles, ainsi qu’à l’UNESCO, au musée du Petit Palais ou sur les bords de Seine à Paris.
En 2013, il imagine et conçoit la scénographie de Chants de café, première fresque géante longue de 370 mètres le long des berges de Seine face au musée d’Orsay, dédiée aux travailleurs du café, dans le monde.
En 2015, il réitère avec la même installation, intitulée Rêve d’humanité. Il présente son travail photographique sur les réfugiés du monde entier ainsi que les photographies prises par de jeunes réfugiés syriens dans un camp au Kurdistan irakien qui suit depuis fin 2013 la formation photographique de son association Reza Workshops.
- Destins croisés (2003) à Paris sur les clôtures du Jardin du Luxembourg[35]
- Une Terre, une famille (2006), au National Geographic Museum à Washington[36]
- L’Espoir (2012), au Sheraton Park sur la Corniche à Doha[37]
- Un rêve d’humanité (2015), sur les bords de Seine à Paris en face du musée d’Orsay[38]
- Spotlights on Reza Deghati (2018), à la House of Lucie, Gavroche, Thaïlande[39]
- Face à Face (2018), Chine
- Intimate Odysseys of Reza (2022), Centre Heydar Aliyev, Bakou[40]

## Publications
- 1983 : Paix en Galilée, Les Éditions de Minuit
- 1986 : Bayan Ko, Jaca Book
- 1987 : Paris-Pékin-Paris, éditions d’art Phoebus
- 1992 : Air Race Around the World, Imax[41]
- 1993 : Kurdes. Les chants brûlés, Benteli[42]
- 2001 : Massoud, des Russes aux talibans, 20 ans de résistance afghane, no 1, éditions Quais de Seine[43]
- 2001 : La France. Midi-Pyrénées et Languedoc-Roussillon, National Geographic Society
- 2002 : Éternités Afghanes, Editions du Chêne et Unesco, 2002[44]
- 2002 : Le Pinceau de Bouddha, La Martinière[45]
- 2002 : Plus loin sur la Terre, Hors Collection[46]
- 2003 : Destins croisés – Carnets d’un reporter photographe, Hors Collection[47]
- 2004 : Insouciances, Castor & Pollux[48]
- 2007 : Sur la route de la soie, Hoëbeke
- 2008 : Reza War + Peace, Focal Point, National Geographic Society[49]
- 2008 : Reza, t. 28, Reporters sans frontières (RSF) / édition illustrée, coll. « 100 photos pour la liberté de la presse », 25 septembre 2008, 144 p. (ISBN 978-2915536720)[50].
- 2009 : Vers l’Orient, Sindbad par Reza, Glénat[51]
- 2009 : Chemins parallèles, Hoëbeke[52]
- 2010 : Derrière l’objectif, Hoëbeke[53]
- 2010 : Personne n’est au bout de son histoire, Groupe SOS
- 2010 : Reza, les âmes rebelles, Democratic Books[54]
- 2011 : Au pays des mille et une nuits, (avec Siri Hustvedt) Actes Sud[55]
- 2011 : Ocho viajes con Simbad, La Fabrica[56],[57]
- 2011 : La Conférence des oiseaux (avec Jean-Claude Carrière), Democratic Books[58]
- 2012 : Learning a living : radical innovation in education for work, Bloomsbury Publishing[59]
- 2012 : Algérie (avec Yasmina Khadra), Éditions Michel Lafon[60]
- 2013 : Chants de café[61], Michel Lafon, Neuilly-sur-Seine
- 2014 : L’Élégance du feu[62], Paris, Webistan Paris
- 2014 : Le Massacre des Innocents[63] Webistan, Paris
- 2017 : Kurdistan, Renaissance[64] Webistan, Paris, Webistan, Paris,
- 2019 : Iran, rêves et dérives[65] (avec Manoocher Deghati), éditions Hoëbeke
- 2020 : Florence At, Rachel Deghati et Reza, L'œil de Reza : 10 leçons de photographie, Malakoff, éditions Dunod, 23 septembre 2020, 176 p. (ISBN 978-2100788132).

## Conférences et workshops
Chaque année, Reza est invité à partager son expérience en tant que photojournaliste et acteur humanitaire dans des manifestations locales et internationales : festivals, universités, écoles, rencontres, séminaires. Enseignant, il donne aussi des masterclass destinées à des professionnels.
Quelques-unes de ses principales interventions :

### Masterclasses
- Masterclass avec le World Press Photo (1990-2000), Institut de journalisme Patshala (Bangladesh)
- Masterclass avec le World Press Photo (2001-2003), université de journalisme de Pékin (Chine)

### Conférences internationales
- 2010 : The British Council Conference, conférence sur la reconstruction post-conflit, Genève, Suisse
- 2011 : Lecture Le pouvoir de l’image, Wise - Sommet mondial pour l’innovation en faveur de l’éducation, Doha, Qatar[66]
- Photoimage, Sao Paulo, Brésil
- 2012 : Lecture Photographie pour l’humanité à travers le e-learning[67]
- UNESCO, Conférence à l’université de la Terre, Paris[68]

### Conférence dans les universités
- Université de Northern Illinois[69]
- 2011 : conférence à l’université Américaine de Paris
- 2016 : conférence à l’université de Californie du Sud, Los Angeles, USA[70]
- 2016 : conférence at Kedge Business School, Marseille France[71]
- 2016 : conférence à l’université de Syracuse, USA[72]
- 2018 : conference at Stanford University, San Francisco, USA[73]
- 2018 : conférence à l’université de Sabanci[74] et l’université de Bogazici, Istanbul, Turquie[75]

### Conférences pour les entreprises
- 2011 : Séminaire annuel d’une entreprise internationale de consultation Milan, Italie
- 2012 : Conférence pour ELIG - European Learning Industry Group, Dublin, Irlande
- 2012 : Séminaire annuel d’une entreprise internationale de consultation, Berlin, Allemagne
- 2013 : Séminaire annuel d’une entreprise internationale de consultation, Istanbul, Turquie
- 2017 : Conférence, Google France, Paris, France
- 2018 : Conférence, Apple, Palo Alto, États-Unis

### TEDx
- 2013 : TEDx HEC Paris[76]
- 2014 : TEDx Banque mondiale[77]

### Conférences pour les institutions
- 2009 : Conférence : Le pouvoir de l’image au service du changement social à Club Frontline, Londres, Grande Bretagne
- 2013 : Lecture la Photographie pour l’Humanité à HIPA, Londres, Grande Bretagne[78]
- 2013 : Conférence : l’exemple du soufisme à Sénat Français, colloque sur l’Islam des lumières[79]
- 2017 : Conférence à Solidays
- 2017 : Portfolio, Lecture et Reading à Indian Photography Festival de Hyderbabad, Inde[80]
- 2017 : Conférence au Théatre Lensic, Santa Fe, USA[81]
- 2018 : Conférence sur Diversité à OECD International Symposium, Paris France[82]

## Documentaires et web-documentaires
- Journal du front[83]
- Reza, vivre sa vie[84]
- Aina, une aventure humaine[85]
- Reza, paroles de liberté[86]
- One World, One Tribe[87]
- Chemins parallèles[88]
- Afghan Warrior[89]
- Parvaz, l’envol de Reza[90]
- In the eye of the storm[91]
- Résistance-Afghanistan : 10 Ans, 100 Regards[92]
- Drogues, la route du Sud[93]
- Au cœur d’un camp américain[94]
- Culture de guerre[95]
- Chagrins de vie[96]
- Chants de café[97],[98],[99],[100]

## Prix et récompenses
- 1983 : World Press Photo seconde place[101], catégorie "News Features stories"
- 1996 : Unicef Hope Prize[102] pour son travail dans les camps des réfugiés du Rwanda
- 2003 : Prix Liber Press (Espagne)
- 2005 : Chevalier de l’Ordre national du Mérite[103]
- 2006 : Prix Prince des Asturies[104] en tant que représentant de la National Geographic Society
- 2006 : Missouri Honor Medal[105] du meilleur journaliste du Missouri School of Journalism
- 2006 : Médaille d’honneur du Journaliste de la Columbia School of Journalism
- 2008 : Senior Fellow et Entrepreneur social de l’année, Fondation Ashoka[106]
- 2009 : Doctor Honoris Causa[107] de l’Université Américaine de Paris (AUP)
- 2009 : Lucie Award[108] décerné par la Lucie Fondation
- 2010 : Infinity Award du photojournalisme[109]
- 2010 : Human Rights Award Special Mention “Flying from the nest”
- 2013 : Photography Appreciation Award, Dubai[110]
- 2013 : National Geographic Society Explorer[111]

### Portfolio
- Exposition été 2013 Reza sur les quais de Seine

### Podcast
- L’Instant M par Sonia Devillers, France-Inter 24 octobre 2019 • Reza Deghati : Reza : dernier regard sur son pays, l’Iran

### Vidéogrammes
- Reza : Vivre sa vie
- Derrière l’objectif
- Paroles de liberté
- Anthony Audureau, Trois questions au photojournaliste Reza Deghati : « Je pense que l’on est près d’une fin de régime en Iran, CNews, 23 janvier 2020

### Crédit d’auteur
- (en) Cet article est partiellement ou en totalité issu de l’article de Wikipédia en anglais intitulé « Reza Deghati » (voir la liste des auteurs).